# Riofreddo
Riofreddo är en ort och kommun i storstadsregionen Rom, innan 2015 provinsen Rom, i regionen Lazio i Italien. Kommunen hade 740 invånare (2018).